# スワコユーペンハウスユースホステル
スワコユーペンハウスユースホステルは日本ユースホステル協会に加盟している長野県のユースホステル。

## 設備
- 個人や小グループに適している
- 団体の利用に適している
- ゲストルームあり
- 駐車場あり
- 駐輪場あり
- 会議室あり
- 洗濯機あり
- 乾燥機あり
- 荷物預かりあり
- クレジットカード可
- 周辺にスキー場あり
- 施設内に温泉あり
- 周辺に温泉あり
- レンタサイクルあり

## アクセス
- JR中央本線上諏訪駅からバスで岡谷行6分東高木下車、徒歩3分
- 中央自動車道諏訪ICより15分、国道20号高木信号機を山の手に100m